# الصحة في السويد

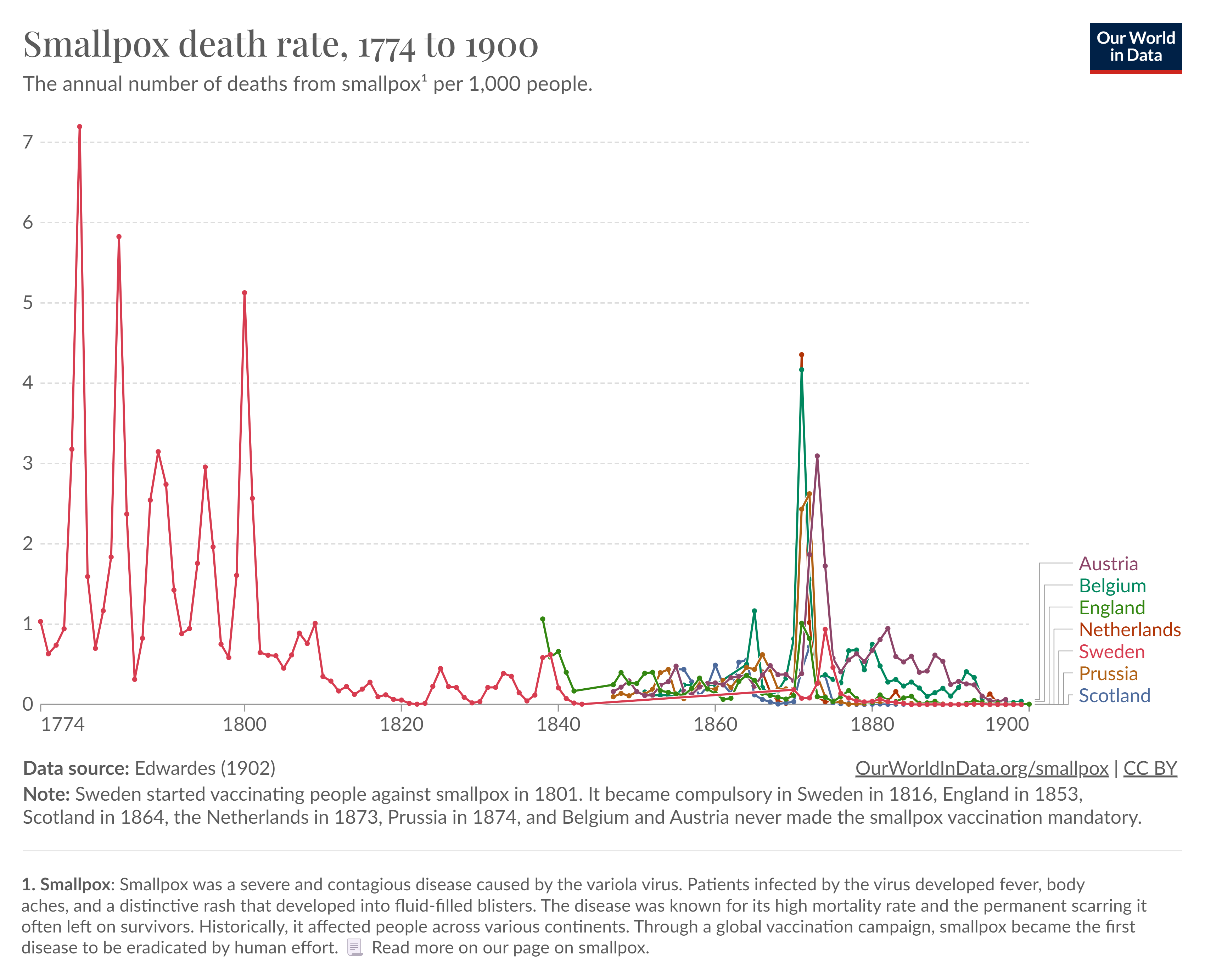
معدل وفيات الجدري لكل 1000 نسمة في السويد: قبل وبعد اعتماد التطعيم الإلزامي (1801–1816)

تم نشر مقياس جديد لرأس المال البشري المتوقع محسوبًا لـ 195 دولة من عام 1990 إلى عام 2016 ومُحدد لكل مجموعة ولادة على أنه السنوات المتوقعة التي تعيش من سن 20 إلى 64 عامًا وتعديلها للتحصيل التعليمي أو جودة التعلم أو التعليم والحالة الصحية الوظيفية, تم نشره بواسطة ذا لانسيت في سبتمبر 2018. كان لدى السويد المرتبة الخامسة عشرة من حيث أعلى مستوى لرأس المال البشري المتوقع مع 24 سنة متوقعة في مجالات الصحة والتعليم والتعلم والتي تتراوح أعمارها بين 20 و 64 عامًا.